# جفری سارپونگ
جفری سارپونگ (انگلیسی: Jeffrey Sarpong؛ زادهٔ ۳ اوت ۱۹۸۸) بازیکن فوتبال اهل هلند است که در پست هافبک تهاجمی برای پانه‌وژیس بازی می کند.
وی همچنین در تیم ملی فوتبال زیر ۲۱ سال هلند بازی کرده‌است.